# بازی‌های پان امریکن
بازی‌های پان امریکن (به انگلیسی: Pan American Games) یک رویداد چند ورزشی است که تمام ملت‌های قاره آمریکا در آن شرکت می‌جویند. اولین دوره این المپیاد ورزشی چند رشته‌ای در سال ۱۹۵۱ و حدوداً همزمان با بازی‌های آسیایی ۱۹۵۱ دهلی نو در بوئنوس آیرس برگزار شده و آخرین دوره آن نیز در سال ۲۰۲۳ در سانتیاگو برگزار شد.

## فهرست بازی‌ها
| دوره | سال  | شهر                  | کشور                | افتتاح کننده                        | تاریخ شروع | تاریخ پایان | کشورها | ورزشکاران | ورزش‌ها | رویدادها | بهترین کشور         |
| ---- | ---- | -------------------- | ------------------- | ----------------------------------- | ---------- | ----------- | ------ | --------- | ------ | -------- | ------------------- |
| ۱    | ۱۹۵۱ | بوئنوس آیرس          | آرژانتین            | رئیس‌جمهور خوآن پرون                 | ۲۵ فوریه   | ۹ مارس      | ۲۱     | ۲٬۵۱۳     | ۱۸     | ۱۴۰      | آرژانتین            |
| ۲    | ۱۹۵۵ | مکزیکوسیتی           | مکزیک               | رئیس‌جمهور آدولفو رویز کورتین        | ۱۲مارس     | ۲۶ مارس     | ۲۲     | ۲٬۵۸۳     | ۱۷     | ۱۴۶      | ایالات متحده آمریکا |
| ۳    | ۱۹۵۹ | شیکاگو               | ایالات متحده آمریکا | میلتون اس. آیزنهاور                 | ۲۷ اوت     | ۷ سپتامبر   | ۲۵     | ۲٬۲۶۳     | ۱۵     | ۱۶۶      | ایالات متحده آمریکا |
| ۴    | ۱۹۶۳ | سائو پائولو          | برزیل               | Adhemar de Barros                   | ۲۰ آوریل   | ۵ مه        | ۲۲     | ۱٬۶۶۵     | ۱۹     | ۱۶۰      | ایالات متحده آمریکا |
| ۵    | ۱۹۶۷ | وینیپگ               | کانادا              | شاهزاده فیلیپ، دوک ادینبرو          | ۲۳ ژوئیه   | ۶ اوت       | ۲۹     | ۲٬۳۶۱     | ۱۹     | ۱۶۹      | ایالات متحده آمریکا |
| ۶    | ۱۹۷۱ | کالی                 | کلمبیا              | رئیس‌جمهور میسائل پاستارنا بوررو     | ۳۰ ژوئیه   | ۱۳ اوت      | ۳۲     | ۲٬۹۳۵     | ۱۷     | ۱۶۴      | ایالات متحده آمریکا |
| ۷    | ۱۹۷۵ | مکزیکوسیتی           | مکزیک               | رئیس‌جمهور لوئیس اچوریا              | ۱۲ اکتبر   | ۲۶ اکتبر    | ۳۳     | ۳٬۱۴۶     | ۱۹     | ۱۹۰      | ایالات متحده آمریکا |
| ۸    | ۱۹۷۹ | سان خوآن             | پورتوریکو           | فرماندار Carlos Romero Barceló      | ۱ ژوئیه    | ۱۵ ژوئیه    | ۳۴     | ۳٬۷۰۰     | ۲۱     | ۲۴۹      | ایالات متحده آمریکا |
| ۹    | ۱۹۸۳ | کاراکاس              | ونزوئلا             | رئیس‌جمهور لوئیس اررا کامپینس        | ۱۴ اوت     | ۲۹ اوت      | ۳۶     | ۳٬۴۲۶     | ۲۲     | ۲۴۹      | ایالات متحده آمریکا |
| ۱۰   | ۱۹۸۷ | ایندیاناپلیس         | ایالات متحده آمریکا | معاون رئیس‌جمهور جرج اچ. دابلیو. بوش | ۷ اوت      | ۲۳ اوت      | ۳۸     | ۴٬۳۶۰     | ۲۷     | ۲۹۶      | ایالات متحده آمریکا |
| ۱۱   | ۱۹۹۱ | هاوانا               | کوبا                | رئیس‌جمهور فیدل کاسترو               | ۲ اوت      | ۱۸ اوت      | ۳۹     | ۴٬۵۱۹     | ۲۸     | ۳۳۱      | ایالات متحده آمریکا |
| ۱۲   | ۱۹۹۵ | مار دل پلاتا         | آرژانتین            | رئیس‌جمهور کارلوس منم                | ۱۲ مارس    | ۲۶ مارس     | ۴۲     | ۵٬۱۴۴     | ۳۴     | ۴۰۸      | ایالات متحده آمریکا |
| ۱۳   | ۱۹۹۹ | وینیپگ               | کانادا              | فرماندار کل Roméo LeBlanc           | ۲۳ ژوئیه   | ۸ اوت       | ۴۲     | ۵٬۰۸۳     | ۳۴     | ۳۳۰      | ایالات متحده آمریکا |
| ۱۴   | ۲۰۰۳ | سانتو دومینگو        | جمهوری دومینیکن     | رئیس‌جمهور هیپولیتو مخیا             | ۱ اوت      | ۱۷ اوت      | ۴۲     | ۵٬۲۲۳     | ۳۴     | ۳۳۸      | ایالات متحده آمریکا |
| ۱۵   | ۲۰۰۷ | ریو دو ژانیرو        | برزیل               | کارلوس آرتور نوزمن                  | ۱۳ ژوئیه   | ۲۹ ژوئیه    | ۴۲     | ۵٬۶۳۳     | ۳۳     | ۳۳۱      | ایالات متحده آمریکا |
| ۱۶   | ۲۰۱۱ | گوادالاخارا، خالیسکو | مکزیک               | رئیس‌جمهور فلیپه کالدرون             | ۱۴ اکتبر   | ۳۰ اکتبر    | ۴۲     | ۵٬۹۹۶     | ۳۶     | ۳۶۱      | ایالات متحده آمریکا |
| ۱۷   | ۲۰۱۵ | تورنتو               | کانادا              | فرماندار کل دیوید جانستون           | ۱۰ ژوئیه   | ۲۶ ژوئیه    | ۴۱     | ۶٬۱۲۳     | ۳۶     | ۳۶۴      | ایالات متحده آمریکا |
| ۱۸   | ۲۰۱۹ | لیما                 | پرو                 | رئیس‌جمهور مارتین ویسکارا            | ۲۶ ژوئیه   | ۱۱ اوت      | ۴۱     | ۶٬۶۶۸     | ۳۸     | ۴۱۹      | ایالات متحده آمریکا |
| ۱۹   | ۲۰۲۳ | سانتیاگو             | شیلی                | رئیس‌جمهور گابریل بوریک              | ۲۰ اکتبر   | ۵ نوامبر    | ۴۱     | ۶٬۹۰۹     | ۳۹     | ۴۲۵      | ایالات متحده آمریکا |
| ۲۰   | ۲۰۲۷ | بارانکیا             | کلمبیا              |                                     | ۲ ژوئیه    | ۱۸ ژوئیه    | ن/م    | ن/م       | ن/م    | ن/م      | ن/م                 |